# 中武克雄
中武克雄（日语：／ Nakatake Katsuo，1964年3月28日—），日本男子自行车运动员。他曾代表日本参加1982年亚洲运动会自行车比赛，获得一枚银牌。他也曾参加1984年夏季奥林匹克运动会。